# Разбијач духова
Разбијач духова (мађ. The Ghost Breaker) амерички је црно-бели неми хорор филм из 1914. године, редитеља Сесила Б. Демила и Оскара Апфела, са Х. Б. Ворнером, Ритом Станвуд, Теодором Робертсом и Бети Џонсон у главним улогама.
Сматра се првим хорор филмом у поджанру уклетих кућа, који се развијао у предстојећим годинама. Премијерно је приказан 7. децембра 1914, у дистрибуцији продукцијске куће Paramount Pictures. Реакције након премијере су биле претежно позитивне, а Ворнер је добио похвале за свој глумачки перформанс. Филм се данас сматра изгубљеним.

## Радња
Негде у Шпанији, док принцеза Марија Тереза разгледа свој накит, случајно јој испадне кутија са њим, што проузрокује да се отвори тајни одељак кутије. У њему је описан медаљон, у коме се крије мапа до мистериозне локације...

## Улоге
| Глумац             | Улога                  |
| ------------------ | ---------------------- |
| Х. Б. Ворнер       | Ворен Џарвис           |
| Рита Станвуд       | принцеза Марија Тереза |
| Теодор Робертс     | принц Арагона          |
| Бети Џонсон        | Кармен                 |
| Џод Мулали         | Дон Луис               |
| Хорас Б. Карпентер | војвода Карлос         |
| Џина Макферсон     | Хуанита                |